# Windowswear
WindowsWear es una compañía digital de moda fundada en el 2012 localizada en Nueva York que se dedica a mostrar los escaparates de moda en tiempo real en las ciudades más importantes de mundo.

## Manejo de Operaciones
La compañía tiene tres operaciones: WindowsWear.com para comercio electrónico, WindowsWear PRO como suscripción a la base de datos internacional, y WindowsWear Fashion Window Walking Tour, un tour que muestra los escaparates más impresionantes en la ciudad de Nueva York. WindowsWear tiene inversionistas dentro de compañías como Goldman Sachs, Barclays Capital, Coach, Inc., eBay, y Nomura Securities.

## WindowsWear
WindowsWear.com es un sitio en línea para buscar y comparar la moda dentro de los escaparates de moda alrededor del mundo.

## WindowsWear PRO
WindowsWear PRO es usado por tiendas departamentales, diseñadores y universidades como The University of Alabama, Berkeley College, EBC Hochschule, Fashion Institute of Technology|FIT, 
Genesee College, George Brown College|George Brown, Laboratory Institute of Merchandising, The Planning and Visual Educational Partnership, Milwaukee Area Technical College, Seneca College, Sheridan College y Université du Québec à Montréal.

## Historia
WindowsWear fue fundado por Jon Harari y Michael (Mike) Niemtzow, antiguos compañeros de trabajo en Lehman Brothers y Raul Tovar. El equipo incluye fotógrafos en diferentes ciudades del mundo. WindowsWear lanzó su compañía en noviembre de 2012, en exclusiva con la revista Elle.

## Media

### Televisión
WindowsWear ha sido mencionado en Univision dentro del programa Despierta América.

### Periódico
WindowsWear ha sido publicado en el Wall Street Journal y en USA Today.

### Internet
WindowsWear ha sido publicado en revistas como Vogue Japón y en México, Elle en Rusia y en los Estados Unidos, Glamour en Brazil y en los Estados Unidos, Lucky, Women's Wear Daily, South China Morning Post, China EF, StyleMode y Only Lady en China.
WindowsWear ha sido también publicado en Time Out New York, Shopify, MasterCard's Love This City, About.com, y 
NYC & Company.